# Tatia Jibladze
Tatia Jibladze (georgisch თათია ჯიბლაძე; geboren 1983 in Tiflis) ist eine georgische Mezzosopranistin, die seit 2015 an der Oper Kiel engagiert ist.

## Leben
Tatia Jibladze studierte Psychologie und parallel dazu Gesang, erst an der Staatlichen Gesangsakademie ihrer Heimatstadt, dann am Staatskonservatorium. Bereits während des Studiums war sie in verschiedenen Opernrollen zu erleben, beispielsweise als Dritte Dame in der Zauberflöte, als Maddalena im Rigoletto, als Flora Bervoix in La traviata, als Berta im Barbiere di Siviglia, als Olga in Eugen Onegin und als Ljubascha in der Zarenbraut.
Von 2009 bis 2015 war die Sängerin überwiegend in Italien tätig, zuerst an der Accademia d’Arte Lirica di Osimo, an der sie unter anderem den Hänsel in Humperdincks Hänsel und Gretel übernahm. In der Folge verkörperte sie den Cherubino in Mozarts Le nozze di Figaro am Teatro delle Muse Ancona, die Licida in Myslivečeks L’olimpiade am Teatro Comunale di Bologna, die Marquise Melibea in Rossinis Il viaggio a Reims beim Rossini Opera Festival Pesaro sowie die Egle in Porporas Gli orti esperidi in Neapel. 2014 debütierte sie in der Titelpartie von Bizets Carmen beim Mix Opera Festival in Cortona und wurde als Solistin an die Georgischen Nationaloper in Tiflis verpflichtet. Beim Armel Opera Festival in Budapest sang sie den Farnace in Mozarts Mitridate, re di Ponto, am Teatro Verdi von Florenz war sie als Carmen besetzt und ein Gastspiel als Marquise Melibea führte sie im April 2015 nach Osaka in Japan, Dirigent war Alberto Zedda.
Seit der Spielzeit 2015/16 gehört Tatia Jibladze dem Ensemble des Kieler Opernhauses an. Sie war auch in Kiel als Maddalena, Cherubino und Marquise Melibea zu sehen und zu hören, stellte sich aber auch als Rosina im Barbiere di Siviglia und als Dorabella in Così fan tutte vor, übernahm den Orpheus in Glucks Orpheus und Eurydike, die Lola in Cavalleria rusticana, die Suzuki in Madama Butterfly und den Mars in der Aufteilung der Welt von Giovanni Legrenzi. Abseits des italienischen Repertoires war sie als Erda in Rheingold und Siegfried und als Waltraute sowie Erste Norn in der Götterdämmerung besetzt, als Elsa von Stahl in der Uraufführung Falscher Verrat von Marco Tutino, in der Doppelrolle Frau Waas/Frau Mahlzahn der Opernfassung von Jim Knopf und Lukas der Lokomotivführer, weiters als Laura in Jolanthe und als Äbtissin in König Roger. Im Oktober 2023 konnte Tatia Jibladze als weibliche Titeldarstellerin in Samson et Dalila von Camille Saint-Saëns einen großen persönlichen Erfolg erzielen. Ihr Partner als Samson war Andeka Gorrotxategi, die Kieler Neuproduktion wurde von Daniel Carlberg dirigiert und von Immo Karaman inszeniert.
Sie ist mit dem italienischen Bassbariton Matteo Maria Ferretti liiert, der ebenfalls am Opernhaus Kiel verpflichtet ist.